# San Domenico (metropolitana di Catania)
San Domenico è una fermata sotterranea della tratta in costruzione Stesicoro-Palestro della Metropolitana di Catania, tra le stazioni Stesicoro e Vittorio Emanuele. Nei piani della Ferrovia Circumetnea il completamento della stazione e l'apertura è prevista per il 2026. 

## Ubicazione
La stazione sarà ubicata sotto l'incrocio tra via Reclusorio Del Lume e via Orto San Clemente, ad ovest della via Etnea in una posizione strategica del centro storico. Sarà accessibile tramite varie rampe di scale da dove sarà possibile raggiungere in poche centinaia di metri numerosi luoghi d'interesse: 
- dall'uscita di via Santa Maddalena saranno raggiungibili l'ingresso sud del giardino "Bellini", Facoltà di Giurisprudenza di villa Cerami, Largo Paisiello, sede ASP3, Palazzo della Borsa, via Crociferi, Poste centrali, via Sant'Euplio;
- dall'uscita via Ughetti saranno raggiungibili via Androne, piazza Santa Maria di Gesù, facoltà di biologia, ospedale Garibaldi centro, ITIS Archimede, p.zza Roma, Istituto Superiore De Felice, sede INGV;
- dall'uscita posta in via Lago di Nicito sono raggiungibili via Plebiscito, v.le Mario Rapisardi, Istituto Salesiano, Polo didattico dell'Università di via Roccaromana, Genio Civile, p.zza Montessori, IACP, Istituto "Turrisi Colonna", Facoltà di Scienze della Formazione, ospedale "Ferrarotto";
- dall'uscita di via Orto San Clemente angolo via Plebicisto saranno raggiungibili il Liceo Statale "N. Spedalieri", Piazza Dante Alighieri, Monastero dei Benedettini, Liceo Statale “E. Boggio Lera”, Teatro Romano e Odeon.